# Естрелья Кабеса Кандела

Естрелья Кабеса Кандела (ісп. Estrella Cabeza Candela; нар. 20 лютого 1987) — колишня іспанська тенісистка.
Найвищу одиночну позицію світового рейтингу — 95 місце досягла 13 травня 2013, парну — 176 місце — 2 квітня 2012 року.
Здобула 13 одиночних та 16 парних титулів туру ITF.
Завершила кар'єру 2020 року.

## Фінали ITF

### Одиночний розряд: 29 (13–16)
| Легенда          |
| ---------------- |
| турніри $100,000 |
| турніри $75,000  |
| турніри $50,000  |
| турніри $25,000  |
| турніри $15,000  |
| турніри $10,000  |

| Фінали за покриттям |
| ------------------- |
| Тверде (5–4)        |
| Ґрунт (8–12)        |
| Трава (0–0)         |
| Килим (0–0)         |

| Результат | Ранг | Дата     | Турнір                                | Рівень | Покриття | Суперниця                   | Рахунок                |
| --------- | ---- | -------- | ------------------------------------- | ------ | -------- | --------------------------- | ---------------------- |
| Поразка   | 1.   | Сер 2004 | ITF Понтеведра, Іспанія               | 10,000 | Тверде   | Лусія Хіменес Almendros     | 7–6(3), 6–7(4), 6–7(2) |
| Перемога  | 1.   | Чер 2005 | ITF Лас-Франкезас-дал-Бальєс, Іспанія | 10,000 | Тверде   | Юстіна Озга                 | 7–6(3), 4–6, 6–2       |
| Поразка   | 2.   | Лис 2005 | ITF Майорка, Іспанія                  | 10,000 | Ґрунт    | Нурія Ройг                  | 3–6, 3–6               |
| Перемога  | 2.   | Лют 2006 | ITF Майорка, Іспанія                  | 10,000 | Ґрунт    | Стелла Менна                | 6–4, 6–1               |
| Перемога  | 3.   | Бер 2006 | ITF Сабадель, Іспанія                 | 10,000 | Ґрунт    | Марія Хосе Мартінес Санчес  | 6–3, 7–5               |
| Перемога  | 4.   | Лип 2006 | ITF Вальядолід, Іспанія               | 25,000 | Тверде   | Монік Адамчак               | 2–6, 7–6(3), 7–5       |
| Поразка   | 3.   | Чер 2008 | ITF Галатіна, Італія                  | 25,000 | Ґрунт    | Анастасія Севастова         | 4–6, 4–6               |
| Перемога  | 5.   | Чер 2008 | ITF Гечо, Іспанія                     | 25,000 | Ґрунт    | Хаєнне Евейк                | 6–4, 6–4               |
| Перемога  | 6.   | Лип 2008 | ITF Вальядолід, Іспанія               | 25,000 | Тверде   | Фредеріка Пієдаде           | 6–4, 7–6(4)            |
| Поразка   | 4.   | Вер 2008 | ITF Мадрид, Іспанія                   | 25,000 | Тверде   | Анджелік Кербер             | 1–6, 3–6               |
| Поразка   | 5.   | Вер 2008 | ITF Гранада, Іспанія                  | 25,000 | Тверде   | Регіна Куликова             | 3–6, 4–6               |
| Поразка   | 6.   | Лип 2009 | ITF Рим, Італія                       | 25,000 | Ґрунт    | Елоїса Компостісо де Андрес | 3–6, 7–6(2), 2–6       |
| Поразка   | 7.   | Лип 2009 | ITF Вальядолід, Іспанія               | 25,000 | Тверде   | Гейді Ель Табах             | 2–6, 6–3, 3–6          |
| Перемога  | 7.   | Вер 2010 | ITF Мольєрусса, Іспанія               | 10,000 | Тверде   | Євгенія Криворучко          | 6–2, 6–4               |
| Перемога  | 8.   | Бер 2011 | ITF Мадрид, Іспанія                   | 10,000 | Ґрунт    | Лаура-Йоана Андрей          | 6–3, 6–2               |
| Поразка   | 8.   | Жов 2011 | ITF Севілья, Іспанія                  | 25,000 | Ґрунт    | Река Луца Яні               | 6–2, 3–6, 3–6          |
| Поразка   | 9.   | Вер 2012 | ITF Местре, Італія                    | 50,000 | Ґрунт    | Карін Кнапп                 | 1–6, 6–3, 1–6          |
| Поразка   | 10.  | Вер 2012 | Open de Сен-Мало, Франція             | 25,000 | Ґрунт    | Марина Заневська            | 2–6, 7–6(5), 0–6       |
| Поразка   | 11.  | Жов 2012 | ITF Sant Cugat del Vallès, Іспанія    | 25,000 | Ґрунт    | Марія Тереса Торро Флор     | 1–6, 4–6               |
| Поразка   | 12.  | Жов 2012 | ITF Севілья, Іспанія                  | 25,000 | Ґрунт    | Тельяна Перейра             | 6–4, 6–7(3), 6–7(5)    |
| Поразка   | 13.  | Бер 2013 | ITF Оспрі, США                        | 50,000 | Ґрунт    | Маріана Дуке-Маріньо        | 6–7(2), 1–6            |
| Поразка   | 14.  | Чер 2015 | ITF Мадрид, Іспанія                   | 10,000 | Ґрунт    | Ольга Саес Ларра            | 4–6, 0–6               |
| Перемога  | 9.   | Жов 2015 | ITF Ла-Валь-д'Уйшо, Іспанія           | 10,000 | Ґрунт    | Олександра Корашвілі        | 7–6(5), 6–2            |
| Перемога  | 10.  | Жов 2015 | ITF Мелілья, Іспанія                  | 10,000 | Тверде   | Марія Хосе Луке Морено      | 6–3, 6–4               |
| Перемога  | 11.  | Лис 2015 | ITF Вінарос, Іспанія                  | 10,000 | Ґрунт    | Noelia Bouzó Zanotti        | 6–2, 6–2               |
| Перемога  | 12.  | Кві 2017 | ITF Хаммамет, Туніс                   | 15,000 | Ґрунт    | Фернанда Бріто              | 6–3, 7–5               |
| Поразка   | 15.  | Тра 2017 | ITF La Bisbal, Іспанія                | 25,000 | Ґрунт    | Георгіна Гарсія Перес       | 2–6, 6–0, 4–6          |
| Поразка   | 16.  | Гру 2017 | ITF Кастельйон, Іспанія               | 15,000 | Ґрунт    | Екатеріне Горгодзе          | 0–6, 6–3, 1–6          |
| Перемога  | 13.  | Чер 2018 | ITF Барселона, Іспанія                | 25,000 | Ґрунт    | Альона Большова             | 6–2, 6–3               |

### Парний розряд: 30 (16–14)
| Результат | No  | Дата     | Турнір                          | Рівень | Покриття   | Партнерка                       | Суперниці                                        | Рахунок             |
| --------- | --- | -------- | ------------------------------- | ------ | ---------- | ------------------------------- | ------------------------------------------------ | ------------------- |
| Поразка   | 1.  | Тра 2004 | ITF Тортоса, Іспанія            | 10,000 | Ґрунт      | Катя Сабате-Орера               | Марта Фрага Нурія Санчес Гарсія                  | 6–4, 4–6, 4–6       |
| Перемога  | 1.  | Лис 2004 | ITF Майорка, Іспанія            | 10,000 | Ґрунт      | Адріана Гонсалес-Пеньяс         | Ганне Скак Єнсен Каріна Якобсґор                 | 6–3, 6–3            |
| Перемога  | 2.  | Лип 2005 | ITF Гечо, Іспанія               | 10,000 | Ґрунт      | Нурія Ройг                      | Анна Хіль Марес Тара Віґан                       | 6–1, 6–0            |
| Поразка   | 2.  | Сер 2005 | ITF Віго, Іспанія               | 10,000 | Тверде     | Матільде Муньйос Гонсальвес     | Анна Фонт Марія Хосе Мартінес Санчес             | 2–6, 3–6            |
| Перемога  | 3.  | Лют 2006 | ITF Майорка, Іспанія            | 10,000 | Ґрунт      | Нурія Ройг                      | Елеонора Янноцці Стелла Менна                    | 3–6, 6–3, 6–1       |
| Поразка   | 3.  | Лют 2006 | ITF Майорка, Іспанія            | 10,000 | Ґрунт      | Нурія Ройг                      | Марта Фрага Лаура Торп                           | 4–6, 5–7            |
| Перемога  | 4.  | Бер 2006 | ITF Сабадель, Іспанія           | 10,000 | Ґрунт      | Нурія Ройг                      | Марта Фрага Марія Хосе Мартінес Санчес           | 6–1, 6–1            |
| Поразка   | 4.  | Тра 2006 | ITF Тенерифе, Іспанія           | 25,000 | Тверде     | Лаура Вальверду-Сафра           | Монік Адамчак Аннетте Кольб                      | 6–4, 4–6, 1–6       |
| Перемога  | 5.  | Тра 2007 | ITF Монсон, Іспанія             | 75,000 | Тверде     | Марія Емілія Салерні            | Ірина Бремон Весна Долонц                        | 6–2, 6–1            |
| Перемога  | 6.  | Сер 2007 | ITF Віго, Іспанія               | 25,000 | Тверде     | Карла Суарес Наварро            | Рія Сабай Юстіна Озга                            | 6–1, 4–6, 6–3       |
| Поразка   | 5.  | Бер 2008 | ITF Ла-Пальма, Іспанія          | 25,000 | Тверде     | Сільвія Солер Еспіноза          | Юлія Бейгельзимер Штефані Феґеле                 | 5–7, 6–7(5)         |
| Поразка   | 6.  | Чер 2008 | ITF Гечо, Іспанія               | 25,000 | Ґрунт      | Сара дель Барріо Арагон         | Жюлі Куен Сторі Твіді-Єйтс                       | 3–6, 1–6            |
| Поразка   | 7.  | Лип 2009 | ITF Вальядолід, Іспанія         | 25,000 | Ґрунт      | Сара дель Барріо Арагон         | Гейді Ель Табах Паула Фондевіла Кастро           | 2–6, 4–6            |
| Поразка   | 8.  | Лют 2010 | ITF Калі, Колумбія              | 75,000 | Ґрунт      | Лаура Поус Тіо                  | Едіна Галловіц-Халл Полона Герцог                | 6–3, 3–6, [8–10]    |
| Поразка   | 9.  | Вер 2010 | ITF Фоджа, Італія               | 25,000 | Ґрунт      | Лаура Поус-Тіо                  | Марія Ірігоєн Флоренсія Молінеро                 | 2–6, 2–6            |
| Поразка   | 10. | Жов 2010 | ITF Сен-Рафаель, Франція        | 50,000 | Тверде (i) | Лаура Поус-Тіо                  | Сандра Клеменшиц Татьяна Марія                   | 2–6, 4–6            |
| Перемога  | 7.  | Жов 2011 | ITF Севілья, Іспанія            | 25,000 | Ґрунт      | Лара Арруабаррена               | Летісія Костас Інес Феррер Суарес                | 6–4, 6–4            |
| Перемога  | 8.  | Чер 2015 | ITF Мадрид, Іспанія             | 10,000 | Ґрунт      | Крістіна Санчес Кінтанар        | Сільвія Гарсія-Хіменес Ольга Саес Ларра          | 4–6, 6–4, [10–7]    |
| Перемога  | 9.  | Лип 2015 | ITF Прокуплє, Сербія            | 10,000 | Ґрунт      | Александра Нанкерроу            | Марина Колб Надія Колб                           | 2–6, 6–4, [10–6]    |
| Поразка   | 11. | Вер 2015 | ITF Барселона, Іспанія          | 15,000 | Ґрунт      | Олександра Корашвілі            | Альона Большова Гая Санесі                       | 3–6, 4–6            |
| Перемога  | 10. | Вер 2015 | ITF Мадрид, Іспанія             | 10,000 | Тверде     | Крістіна Санчес Кінтанар        | Дебора К'єза Ізабель Воллас                      | 7–6(4), 7–5         |
| Перемога  | 11. | Вер 2015 | ITF Мадрид, Іспанія             | 10,000 | Тверде     | Крістіна Санчес Кінтанар        | Марія Мартінес Мартінес Ольга Саес Ларра         | 6–4, 6–3            |
| Перемога  | 12. | Жов 2015 | ITF Мелілья, Іспанія            | 10,000 | Тверде     | Корашвілі Олександра Нодаріївна | Ірене Бурільйо Ескоріуела Ізабель Воллас         | 6–3, 6–1            |
| Перемога  | 13. | Лис 2015 | ITF Вінарос, Іспанія            | 10,000 | Ґрунт      | Корашвілі Олександра Нодаріївна | Алісія Ерреро Ліньяна Ксенія Шаріфова            | 6–2, 4–6, [10–5]    |
| Поразка   | 12. | Тра 2016 | ITF Монсон, Іспанія             | 10,000 | Тверде     | Крістіна Санчес Кінтанар        | Аліс Бакі Габріелла Тейлор                       | 1–6, 1–6            |
| Перемога  | 14. | Лип 2017 | ITF Турин, Італія               | 25,000 | Ґрунт      | Паула Крістіна Гонсалвеш        | Ірене Бурільйо Ескоріуела Івонне Кавальє Реймерс | 5–7, 6–0, [10–8]    |
| Перемога  | 15. | Лип 2017 | ITF Імола, Італія               | 25,000 | Килим      | Паула Крістіна Гонсалвеш        | Елені Кордолаймі Сіон Мендес                     | 6–3, 1–6, [10–3]    |
| Поразка   | 13. | Жов 2017 | ITF Севілья, Іспанія            | 25,000 | Ґрунт      | Андреа Гаміс                    | Луїза Стефані Рената Сарасуа                     | 6–7(2), 6–7(3)      |
| Поразка   | 14. | Жов 2017 | ITF Riba-roja de Túria, Іспанія | 15,000 | Ґрунт      | Анхела Фіта Болуда              | Івонне Кавальє Реймерс Гвадалупе Перес Рохас     | 4–6, 4–6            |
| Перемога  | 16. | Кві 2018 | ITF Обідуш, Португалія          | 25,000 | Килим      | Анхела Фіта Болуда              | Фрея Крісті Ан-Софі Месташ                       | 7–6(3), 1–6, [10–6] |